# الشرقة (النادرة)

تعديل مصدري - تعديل

الشرقة هي إحدى قرى عزلة العارضة بمديرية النادرة التابعة لمحافظة إب، بلغ تعداد سكانها 206 نسمة حسب تعداد اليمن لعام 2004.